# 照日格巴图
照日格巴图（1932年—），原名王乃谦，男，蒙古族，辽宁建昌人，中国作家，曾任中国作家协会内蒙古分会理事。